# 銀座商店街 (彦根市)

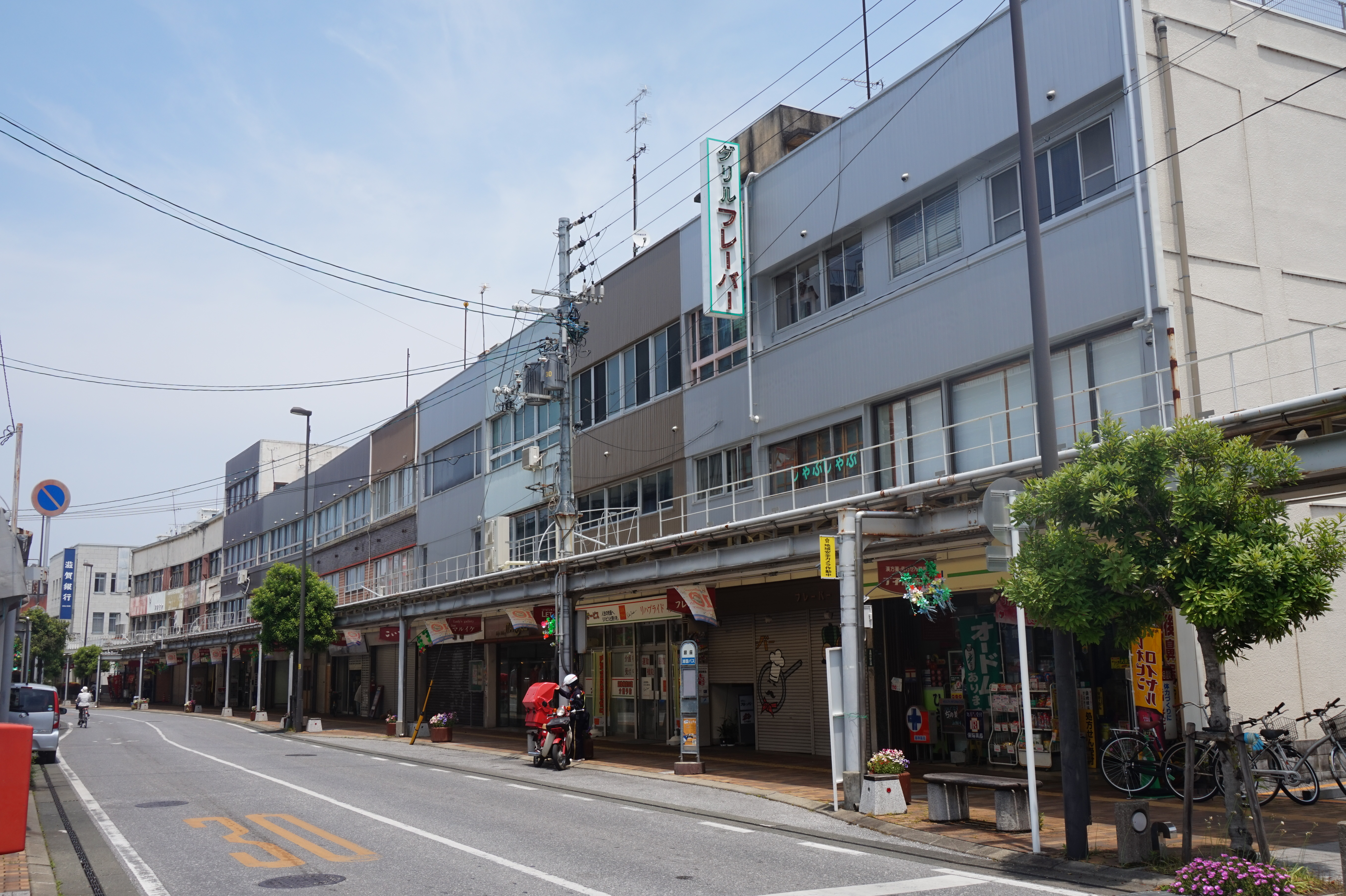
久左の辻から望む銀座商店街

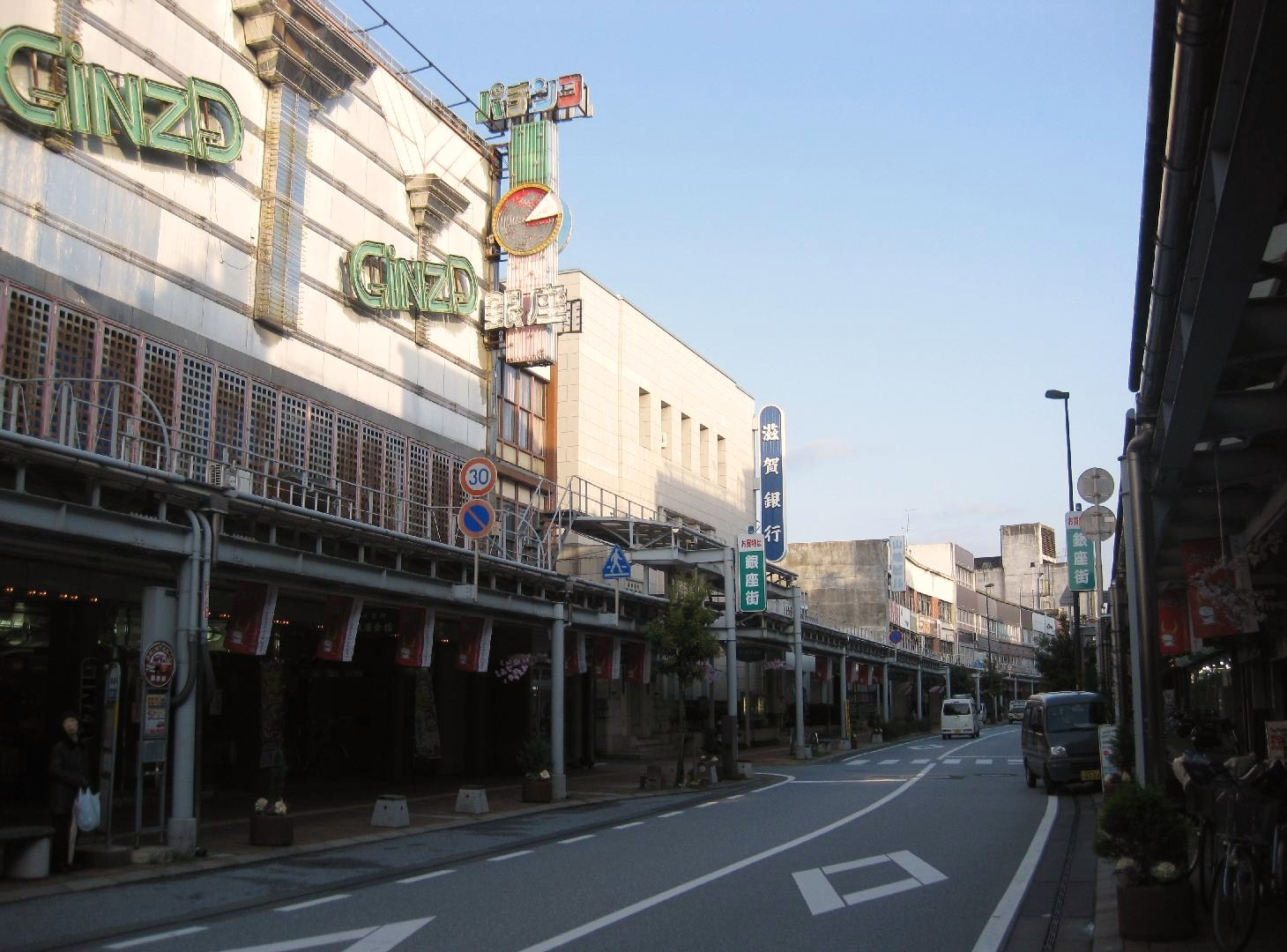
滋賀銀行彦根支店および平和堂彦根銀座店前

銀座商店街（ぎんざしょうてんがい）は、滋賀県彦根市にある商店街。彦根城の南約1kmに位置し、北西部が中央商店街・彦根市場商店街と、東端で登り町グリーン通り商店街・リバーサイド橋本通り・花しょうぶ通り商店街と接する。

## 歴史
彦根城の城下町の形成とほぼ同じ頃に「川原町」・「土橋町」が成立し、商業地として発展していった。1951年（昭和26年）に両町が合併して現在の銀座町が成立し、銀座商店街となった。
1930年（昭和5年）に、当時の土橋商店街にマルビシ百貨店がオープン。1963年（昭和38年）には、滋賀県内で初となるエスカレーターを備えたスーパーマーケットとして平和堂1号店が出店した。さらに、1961年（昭和36年）から1973年（昭和48年）にかけて、約10億円を投入して都市計画街路整備事業と防災建築街区造成事業を実施して近代的なビル群に姿を変えるなど、彦根市の商業の中心地として役割を担ってきた。
しかし1889年（明治22年）に開業した彦根駅からやや離れた立地のため、1970年代後半の彦根駅の改築・市役所の駅前への移転、郊外型大型店の出店などによって次第に衰退していった。
こうした中、1998年（平成10年）に中心市街地活性化法が施行されると、彦根市のタウンマネージメント機関構想と連携してアーケードを整備するなど、賑わいを取り戻す活動を積極的に行っており、中小企業庁の「がんばる商店街77選」に、彦根夢京橋商店街、花しょうぶ通り商店街、登り町グリーン通り商店街、おいでやす商店街、四番町スクエアとともに「彦根市内6商店街」として選ばれている。

## 公式キャラクター
- ゑびすくん 11月22日生まれ。彦根銀座商店街で毎年11月に行われるゑびす講にちなんで考案された。イベント時を中心に商店街に登場している。